# Poyntonophrynus
Poyntonophrynus é um género de anfíbios da família Bufonidae. Está distribuído por Somália, Etiópia, Sudão do Sul, Quénia, Tanzânia, Angola, Namíbia, Botswana, África do Sul e Suazilândia; e possivelmente no Uganda.

## Espécies
- Poyntonophrynus beiranus (Loveridge, 1932)
- Poyntonophrynus damaranus (Mertens, 1954)
- Poyntonophrynus dombensis (Barboza du Bocage, 1895)
- Poyntonophrynus fenoulheti (Hewitt and Methuen, 1912)
- Poyntonophrynus grandisonae (Poynton and Haacke, 1993)
- Poyntonophrynus hoeschi (Ahl, 1934)
- Poyntonophrynus kavangensis (Poynton and Broadley, 1988)
- Poyntonophrynus lughensis (Loveridge, 1932)
- Poyntonophrynus pachnodes Ceríaco, Marques, Bandeira, Agarwal, Stanley, Bauer, Heinicke, and Blackburn, 2018
- Poyntonophrynus parkeri (Loveridge, 1932)
- Poyntonophrynus vertebralis (Smith, 1848)